# (1818) Brahms
(1818) Brahms – planetoida z grupy pasa głównego planetoid okrążająca Słońce w ciągu 3 lat i 67 dni w średniej odległości 2,16 au Została odkryta 15 sierpnia 1939 roku w Landessternwarte Heidelberg-Königstuhl w Heidelbergu przez Karla Reinmutha. Nazwa planetoidy pochodzi od Johannesa Brahmsa (1833–1897), niemieckiego kompozytora. Przed nadaniem nazwy planetoida nosiła oznaczenie tymczasowe (1818) 1939 PE.